# Sкор-Пионы
Sкор-пионы — седьмой студийный альбом певицы Линды, выпущенный в 2008 году на лейбле Мистерия звука. Второй альбом, записанный с греческим продюсером Стефаносом Корколисом. В альбом вошли 12 песен: 10 оригинальных композиций и ремиксы на песни «Sкор-пионы» и «Охота на...».

## Об альбоме
Работа над альбомом длилась полтора года и проходила в разных студиях: во Франции, Греции, Нью-Йорке. Во время записи песни «Кровь» в греческой студии рядом православный хор записывал молитву святому Николаю. Музыканты сильно прониклись звучанием молитвы, и в итоге решено было включить в песню отрывки из неё.
Изначально альбому хотели дать название «Кровь», но потом от него отказались.
В январе 2008 года в клубе «Б2» Линда и Стефанос Корколис представили публике первую песню из готовящегося альбома — «Чёрно-снежная». В это же время группа «Конвой» прекратила сотрудничество с Линдой.
Презентация альбома под названием «Sкор-Пионы» состоялась 28 марта 2008 года в ДК имени Горбунова. Во время концерта на мониторах в режиме реального времени шла видео-инсталляция. Эту работу выполняли Марфа Кумарьяну и Афина Казолеа, которые также выступили режиссёрами клипа на заглавную песню.

„Sкор-Пионы” - очень философский альбом о постоянном столкновении двух половинок внутри нас: мы ежедневно себя убиваем, как скорпионы, при этом мы остаемся красивыми и беззащитными, как цветы. Это борьба противоположностей представляет всю нашу жизнь, поэтому очень важно понимать, что находится внутри нас. Альбом – это большая история, целая жизнь, все песни связаны между собой, как 12 глав книги, и важно читать смысл между строк.
— Линда

## Критика
Пластинку встретили смешанные отзывы критиков. Алексей Мажаев (InterMedia) счёл отказ Линды от попсы в пользу альтернативного нерво-рока неравноценной заменой. Борис Барабанов (Коммерсантъ) положительной стороной «Sкор-пионов» назвал отказ от беспомощных текстов, повторяющих идеи «Вороны», отрицательной — уход от мелодий той же «Вороны». Александр Алексеев (Российская газета) высказал схожее мнение относительно малоувлекательной музыкальной составляющей диска. Александр Беляев (Время новостей) назвал «Sкор-пионов» крепким и качественным произведением. Сергей Мезенов (Newslab.Ru) также воспринял альбом положительно, в особенности после его «безжизненного» предшественника, «АлеАда».

## Список композиций
Все тексты написаны Линдой.
| №   | Название                          | Музыка                   | Длительность |
| --- | --------------------------------- | ------------------------ | ------------ |
| 1.  | «Sкор-пионы»                      | Линда                    | 3:30         |
| 2.  | «Пять минут»                      | Линда, Стефанос Корколис | 3:37         |
| 3.  | «Охота на...»                     | Линда                    | 3:25         |
| 4.  | «Меланхолия»                      | Линда                    | 4:02         |
| 5.  | «Последний раз герои»             | Линда, С. Корколис       | 3:07         |
| 6.  | «Н.Л.З. (Нежный, ласковый зверь)» | Линда                    | 4:10         |
| 7.  | «Колыбель»                        | С. Корколис              | 3:49         |
| 8.  | «Кровь»                           | Линда                    | 3:50         |
| 9.  | «Замедленная бомба»               | Линда                    | 3:27         |
| 10. | «Чёрно-снежная»                   | Линда                    | 3:26         |
| 11. | «Охота на... (Fight Club Remix)»  | Линда                    | 3:23         |
| 12. | «Sкор-пиано... (Remix)»           | Линда                    | 3:29         |

## Видеоклипы
Всего на песни из альбома было снято два клипа. Первый из них, на заглавную песню «Sкор-пионы», вышел в марте незадолго до релиза альбома. Клип снимали на территории заброшенной фабрики за пределами Афин. Режиссёрами стали известные в Европе дизайнеры Афина Казолеа и Марфа Кумарьяну. Для съёмок не использовались дополнительные декорации, необходимые эффекты создавались вручную: все участники съёмочной группы сами ломали и крошили стены.
В планах было снять ещё один клип. Линда и Корколис долго не могли выбрать между песнями «Пять минут», «Кровь» и «Охота на...». В итоге выбор остановили на песне «Пять минут». Клип на неё смонтировали из материалов концерта-презентации альбома «Sкор-Пионы».

## Участники записи
- Линда — вокал, бэк-вокал, иллюстрации
- Стефанос Корколис — клавишные, бас-гитара, аранжировка
- Джим П. Даркстар — электрогитара (треки 1, 3, 4, 8)
- Алекос Вулгаракис — электрогитара (треки 2, 5, 6, 9, 10)
- Джианнис Скутарис — аналоговые клавишные (трек 9)
- Джейсон Мартин — акустическая гитара
- Диджи — барабаны, программирование
- Симон Крабб — барабаны
- Марчелло Де Луча — аккордеон
- Иван Лесков — электрическая виолончель
- Тео Мару — программирование
- Тассос Чамосфакидес — программирование
- Талес Бафитис — программирование
- Лео Тзитзос — программирование
- Александр Касьянов — ассистент программирования (треки 4-6)
- Афина Казолеа — художник, фото
- Марфа Кумарьяну — художник
- Арам Багдасарян — фото
- Василий Коблов-Вейн — визажист
- Кали Синопулу — визажист